# Пам'ятник «Артемка»
Пам'ятник «Артемка» (рос. Памятник «Артёмка») — скульптурна композиція в Таганрозі, створена скульптором Давидом Бегаловим в честь знаменитого літературного героя письменника Івана Василенка.

## Скульптурна композиція
Бронзова фігурка босоногого хлопчиська в картузі встановлена на постаменті у вигляді необробленого гранітного валуна. У правій руці Артемка стискає маленьку шкатулку, описану в дебютному оповіданні Івана Василенка «Чарівна скринька» (1937).

## Історія створення
Пам'ятник літературному герою Івана Василенка Артемкові був відкритий в Таганрозі в травні 2010 року перед Будинком-музеєм письменника за адресою вул. Чехова, 88. Відкриття було приурочено до 115-річчя від дня народження письменника. Вихованцями Дитячої школи мистецтв та Дитячої художньої школи імені Блонської була підготовлена виставка малюнків за творами письменника, і найкращим художникам було довірено честь відкрити пам'ятник.

## Вандалізм
- У ніч на 13 вересня 2010 року невідомими вандалами пам'ятник разом з постаментом був перевернутий і у нього виявилася відбитою голова[2][3]. Варвари явно не переслідували матеріальних цілей, оскільки відбиту голову бронзового хлопчика вони кинули поруч з перевернутим пам'ятником[4].
- У ніч на 27 серпня 2012 року фігурка Артемки була зірвана з постаменту[5]. Невідомі намагалися поцупити пам'ятник, але щось їм, як видно, завадило. Поліцією пам'ятник був виявлений в деякому віддаленні від місця установки[6].